# Exercises in Futility
Exercises in Futility är det polska black metal-bandet Mgłas tredje studioalbum. Albumet släpptes i september 2015 på etiketten Northern Heritage Records. Låttexternas teman är bland annat misantropi, förtvivlan och nihilism.

## Låtlista
1. "Exercises in Futility I" — 7:58
2. "Exercises in Futility II" — 7:48
3. "Exercises in Futility III" — 4:37
4. "Exercises in Futility IV" — 4:45
5. "Exercises in Futility V" — 8:15
6. "Exercises in Futility VI" — 8:49

## Medverkande
- Mikołaj "M." Żentara – gitarr, elbas, sång
- Maciej "Darkside" Kowalski – trummor